# Горан Шпрем
Горан Шпрем (Дубровник, 6. јула 1979) је хрватски рукометаш. Игра на позицији левог крила, где се својом тактички и технички добро изграђеном игром доказао у многим пресудним тренуцима на важним утакмицама. Тренутно игра у немачком Нордхорну.
Са рукометном репрезентацијом Хрватске освојио је светско и олимпијско злато, и постигао још читав низ других успеха.
Као члан репрезентације 2004. године добитник је Државне награде за спорт „Фрањо Бучар".